# Katharina von Burgund

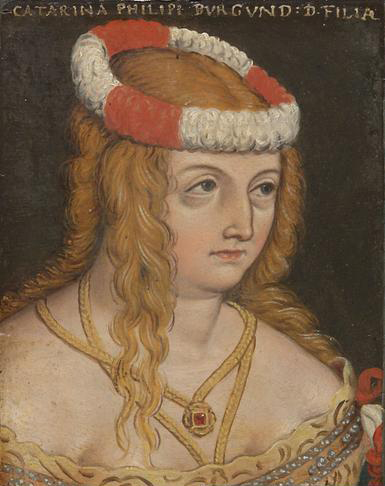
Katharina von Burgund

Siegel Katharinas

Katharina von Burgund (* 1378; † 26. Januar 1425 in Dijon) war durch Heirat eine Herzogin von Österreich und herrschte als Witwe über Teile der „Österreichischen Vorlande“.

## Herkunft, Familie und Heirat
Katharina war eine Tochter des Herzogs Philipp II. von Burgund aus seiner Ehe mit Gräfin Margarete von Flandern. Verheiratet war sie mit Herzog Leopold IV. von Österreich. Aus dieser Ehe hatte sie keine Kinder. Dass sie sich nach Leopolds Tod um 1414 tatsächlich mit dem Freiherren Maximilian Smaßmann (Maximin Smaßmann) I. von Rappoltstein (Linie Rappoltstein und Hohenack) (* 1382 oder 1383; † um 1451) verheiratete, wird zwar in der älteren Sekundärliteratur für einen Fakt gehalten, ist aber bisher nicht eindeutig bewiesen.

## Katharinas Ehe mit Leopold von Österreich
Ursprünglich war eine Ehe zwischen Herzog Leopold IV. von Österreich mit Margarete von Burgund, einer älteren Schwester von Katharina geplant gewesen. Diese kam nicht zustande. Ende des Jahres 1384 wurden dann erste Gespräche über eine Heirat mit Katharina geführt. Die Hochzeit zwischen ihr und Leopold war zunächst für 29. September 1385 vorgesehen, musste aber aus verschiedenen Gründen mehrfach verschoben werden und fand letztlich erst zwischen dem 14. und 17. September 1387 in Dijon in Anwesenheit des Bräutigams statt. Erst einige Jahre später, am 18. September 1393, trat Katharina die Reise zu ihrem Ehemann an. Nach einigen Aussagen von Katharina dürfte die Beziehung zwischen den Eheleuten recht gut gewesen sein.

## Katharinas Herrschaft im Elsass
Katharina hatte neben dem Brautschatz von ihrem Vater eine Mitgift in der Höhe von 100.000 Goldfranken beziehungsweise Gulden erhalten. Die Auszahlung dieser Summe bereitete jedoch Schwierigkeiten und hatte jahrelange Verhandlungen zur Folge. Leopold IV. verschrieb ihr als Rücklage ihrer Mitgift die Grafschaft Pfirt.
Nach dem Vollzug der Ehe gelang es Katharina, weitgehende Zugeständnisse zu erringen und ihr Heiratsgut und ihre Morgengabe in eigenen Händen zu behalten. Sie residierte nun im Elsass in der Nähe ihrer Eltern und später ihres Bruders, des Herzogs Johann von Burgund. Eine ihrer bevorzugten Residenzen befand sich in Ensisheim, wo sie, wie auch in Thann, nach 1411 zunächst ihre Witwensitze hatte. Katharina baute in der Grafschaft Pfirt eine Parallelstruktur zur Verwaltung auf, die sie dort vorgefunden hatte und die einem Landvogt unterstellt war. Vom ansässigen Adel wurde dies bisweilen schlecht aufgenommen. 1409 führte Katharina mit der Stadt Basel Krieg, ein Jahr später kam es zu einem Bündnis.

## Katharinas Kampf um ihre Herrschaft
Nach Leopolds Tod im Jahr 1411 fand Katharina gegen ihre Gegner im elsässischen Adel zunächst Unterstützung bei dessen Bruder und Nachfolger Friedrich IV. Um 1414 kam es aber zwischen ihr, Friedrich IV. und dessen Bruder Ernst I. zum Konflikt. Offensichtlich fürchteten die Herzöge von Österreich, dass Katharina beabsichtigte, mit einem zweiten Ehemann ihre eigene Dynastie auf Kosten des Hauses Österreich zu errichten. Außerdem dürfte Herzog Johann von Burgund geplant haben, die von seiner Schwester beherrschte Grafschaft Pfirt unter seine eigene Herrschaft zu bringen. Die Geschehnisse auf dem Konzil von Konstanz und die Politik König Siegmunds dürften zwar nicht direkt gegen Katharina, die sich seine Unterstützung gegen das Haus Österreich zu sichern suchte, beziehungsweise ihre Herrschaft im Elsass gerichtet gewesen sein, hatten aber zur Folge, dass diese schwer erschüttert wurde und Katharina sich schließlich nach Burgund zurückzog. Um 1421 kam es zu einer Einigung der österreichischen und burgundischen Herzöge, erst danach kehrte Katharina in ihre Grafschaft zurück.

## Tod und Folgen
Es scheint, dass Katharina sich während ihrer letzten Lebensjahre meistens in Burgund aufgehalten hat. Nach ihrem Tod wurde sie in der Kartause von Champmol bei Dijon beigesetzt.
Sie hinterließ ein Testament zugunsten ihres Neffen, des Herzogs Philipp III., den sie als ihren Alleinerben eingesetzt hatte. Dieser konnte aber letztlich nicht verhindern, dass Herzog Friedrich IV. nach Katharinas Tod seine Herrschaft über die Grafschaft Pfirt behauptete.

## Katharinas Heiratspläne mit Maximilian Smaßmann von Rappoltstein
Nach dem Tod ihres Gatten soll die als sehr beleibt geschilderte Burgunderin 1414 eine zweite Ehe mit Maximilian Smaßmann von Rappoltstein eingegangen sein, aus der sie ebenfalls keine Nachkommen hatte. Nach der neueren Sekundärliteratur ist keineswegs bewiesen, dass diese zweite Ehe tatsächlich geschlossen wurde, so könnte es auch nur bei einem Eheversprechen geblieben sein. Herzog Johann von Burgund soll 1418 oder 1419 mit Maximilian Smaßmann verhandelt haben, um eine Lösung des gegebenen Eheversprechens oder die Auflösung der Ehe herbeizuführen, zu der es 1421 auch gekommen sein dürfte, was zeigt, dass das Eheprojekt Katharinas weder von den Herzögen von Österreich noch bei den Herzögen von Burgund gut aufgenommen wurde. Möglich wäre aber auch, dass es sich bei dieser Ehe nur um eine Idee handelte, die nicht weiterverfolgt wurde, oder diese Ehegeschichte von Katharinas Gegnern erfunden wurde, um ihr politisch zu schaden.
Über den Freiherrm Maximilian Smaßmann von Rappoltstein ist nicht viel bekannt. Er gehörte dem Reichsadel an und war einige Male für die Herzöge von Österreich als Landvogt im Elsass tätig. 1407 machte ihn Herzogin Katharina zu ihrem Landvogt im Elsass, Sundgau und Breisgau, setzte ihn aber bereits im November desselben Jahres ab, als es zu Differenzen wegen der Rechnungslegung kam. Das hinderte sie jedoch nicht daran, ihm im Jahr 1414 die Landvogtei erneut zu übertragen, nachdem Herzog Friedrich IV., mit dem sie damals im Konflikt war, diese bereits mit einer anderen Person besetzt hatte. Herzog Friedrich IV. wiederum hatte Smaßmann am 29. Juni 1412 mit einer diplomatischen Mission beim König von Frankreich und beim Herzog von Burgund beauftragt. Für den Fall ihrer erfolgreichen Erfüllung stellte er ihm Betrauung mit der Landvogtei im Elsass in Aussicht. Aber erst 1430 bzw. 1432 machte Friedrich IV. Smaßmann tatsächlich zu seinem Landvogt im Elsass, Sundgau, Breisgau und Schwarzwald sowie für die Städte Villingen, Waldshut, Laufenburg und Säckingen, ein Amt, das Smaßmann bis 1437 ausübte. Seine Erfahrungen als Landvogt zeigen, dass Smaßmann offensichtlich ganz geschickt zwischen den Fronten zu changieren verstand. 1422 führte Smaßmann gemeinsam mit Graf Hans von Lupfen eine Fehde gegen Hans Wilhelm von Girsberg, der bei der Eroberung seiner Burg getötet wurde. Als Folge kam diese Burg als erledigtes Lehen an die Herren von Rappoltstein. 1434 kaufte Smaßmann Kaspar Schlick die Pflixburg ab.

### Lexika-Artikel
- Constantin von Wurzbach: Habsburg, Katharina von Burgund. In: Biographisches Lexikon des Kaiserthums Oesterreich. 6. Theil. Kaiserlich-königliche Hof- und Staatsdruckerei, Wien 1860, S. 401 (Digitalisat).
- Brigitte Hamann: Die Habsburger. Ein biographisches Lexikon. Verlag Carl Ueberreuter, Wien 1988, S. 234 f.

### Belletristik
- Norbert Fichtlscherer: Katharina von Burgund – Beharrlichkeit bis in den Tod. UGS Verlag Badenweiler, 2010 (Buchvorstellung, in: Badische Zeitung, 30. November 2010).